# Rick Gonzalez

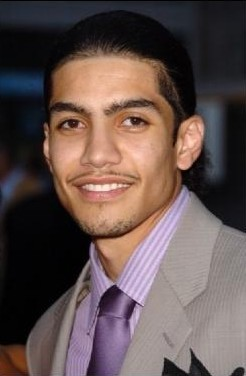
Rick Gonzalez

Rick Gonzalez (* 30. Juni 1979 in Brooklyn, New York City) ist ein US-amerikanischer Schauspieler.

## Leben
Gonzalez wuchs als Sohn von Einwanderern aus Puerto Rico und der Dominikanischen Republik in Brooklyn auf. Er studierte Schauspiel an der New York Highschool of Performing Arts und machte dort 1997 seinen Abschluss. Er arbeitete zunächst in New York City und später in Los Angeles. Bekannt wurde er 2002 in dem Film Die Entscheidung – Eine wahre Geschichte an der Seite von Dennis Quaid. 2011 spielte er in Lady Gagas Musikvideo Judas die Rolle des Jesus.

## Filmografie (Auswahl)
- 1998: Dangerous Kids – Highschool der Hoffnung (Thicker Than Blood)
- 1999: Law & Order New York / Der dritte Mann (Fernsehserie, Folge 1x16)
- 2000: Ein Hauch von Himmel (Touched By An Angel, Fernsehserie, Folge 6x21)
- 2000–2001: Boston Public (Fernsehserie, 4 Folgen)
- 2001: Nash Bridges (Fernsehserie, Folge 6x15)
- 2001: Emergency Room – Die Notaufnahme (ER, Fernsehserie, Folge 8x09)
- 2001: Crocodile Dundee in Los Angeles
- 2002: Die Entscheidung – Eine wahre Geschichte (The Rookie)
- 2002: Laurel Canyon
- 2003: Biker Boyz
- 2003: Old School – Wir lassen absolut nichts anbrennen (Old School)
- 2005: Coach Carter
- 2005: Roll Bounce
- 2005: Krieg der Welten (War of the Worlds)
- 2006: CSI: Vegas (CSI: Crime Scene Investigation, Fernsehserie, Folge 6x20)
- 2006: Pulse – Du bist tot, bevor Du stirbst (Pulse)
- 2006: First Snow
- 2006: CSI: Miami (Fernsehserie, Folge 5x11)
- 2007: Tödliche Währung – Abgerechnet wird zum Schluss (Illegal Tender)
- 2007: Im Tal von Elah (In the Valley of Elah)
- 2007–2009: Reaper – Ein teuflischer Job (Reaper, Fernsehserie, alle Folgen)
- 2008: Das Gesetz der Ehre (Pride and Glory)
- 2009: Medium – Nichts bleibt verborgen (Medium, Fernsehserie, Folge 6x09)
- 2010: Castle (Fernsehserie, Folge 2x14)
- 2010: Lie to Me (Fernsehserie, Folge 2x18)
- 2011: Bones – Die Knochenjägerin (Bones, Fernsehserie, Folge 7x03)
- 2012: Unterwegs mit Mum (The Guilt Trip)
- 2013: Navy CIS (NCIS, Fernsehserie, Folge 11x06)
- 2013: Blue Bloods – Crime Scene New York (Blue Bloods, Fernsehserie, Folge 3x22)
- 2014: Rush (Fernsehserie, 9 Folgen)
- 2015: Mr. Robot (Fernsehserie, 2 Folgen)
- 2016–2020: Arrow (Fernsehserie, 63 Folgen)
- 2017, 2020: Legends of Tomorrow (Fernsehserie, 2 Folgen)
- 2021: The Lost Symbol (Fernsehserie, 9 Episoden)
- seit 2022: Law & Order: Organized Crime (Fernsehserie)
- 2023: Law & Order: Special Victims Unit (Fernsehserie, 24x22)